# 倫理学
倫理学（りんりがく、希: ηθική、ギリシア語ラテン翻字: ēthikḗ、羅: ethica、英: ethics）とは、道徳的現象を研究する学問である。また道徳哲学とも呼ばれ、人々が何をすべきか、あるいはどの行動が道徳的に正しいかという規範性の問題を探求する。主な分野には規範倫理学、応用倫理学、メタ倫理学が含まれる。
規範倫理学は、人々がどのように行動すべきかを支配する一般的原理を見出すことを目指す。応用倫理学は、妊娠中絶、動物福祉、企業倫理などの実生活における具体的な倫理的問題を検討する。メタ倫理学は、倫理学の基本的な前提と概念を探求する。客観的な道徳的事実が存在するか、道徳的知識はいかにして可能か、そして道徳的判断がいかにして人々を動機づけるかを問う。影響力のある規範理論には、帰結主義、義務論、徳倫理学がある。帰結主義者によれば、行為は最良の結果をもたらすならば正しい。義務論者は行為そのものに焦点を当て、真実を語ることや約束を守ることなどの義務に従わなければならないとする。徳倫理学は、勇気や思いやりなどの美徳の発現を道徳性の基本原理とみなす。
倫理学は価値理論と密接に関連しており、これは内在的価値と手段的価値の対比など、価値の本質と種類を研究する。道徳心理学は関連する経験的分野であり、推論や性格の形成など、道徳性に関わる心理的プロセスを研究する。記述倫理学は、異なる社会における支配的な道徳規範と信念を記述し、その歴史的側面を考察する。
倫理学の歴史は古代において、古代エジプト、インドの歴史、中国の歴史、古代ギリシアにおける倫理的原理と理論の発展とともに始まった。この時期には、ヒンドゥー教、仏教、儒教、道教に関連する倫理的教えが現れ、ソクラテスやアリストテレスのような哲学者の貢献があった。中世期間中、倫理思想は宗教的教えの強い影響を受けた。近現代において、この焦点は道徳的経験、行為の理由、行為の結果に関心を持つより世俗的なアプローチへと移行した。20世紀における影響力のある発展は、メタ倫理学の出現であった。

## 定義

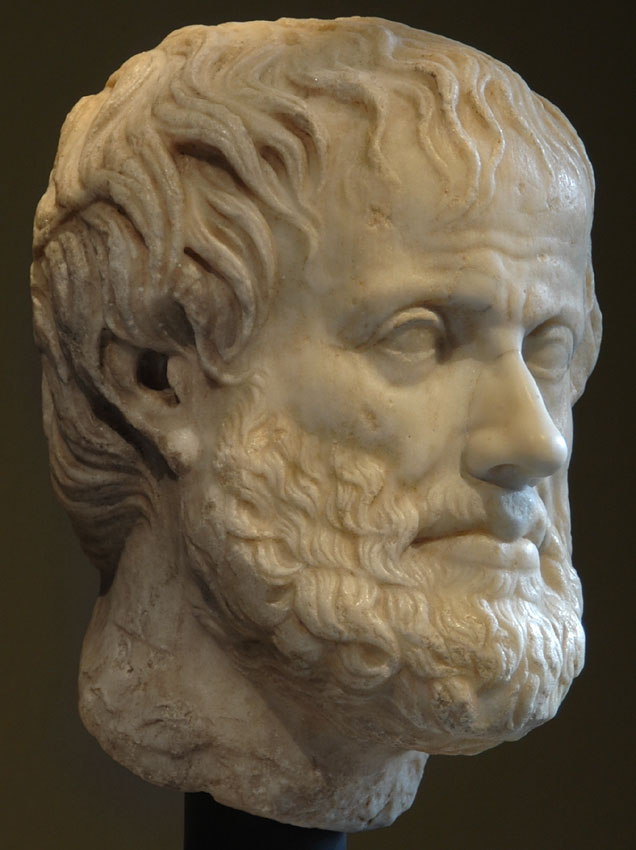
アリストテレスによれば、良い人生をいかに送るかは倫理学の中心的問いの一つである

倫理学（道徳哲学とも呼ばれる）は、道徳的現象の研究である。これは哲学の主要分野の一つであり、道徳の本質と、行為、特性論、制度の道徳的評価を支配する原理を探求する。人々がどのような義務を持つのか、どの行動が正しく間違っているのか、そして善き生をいかに送るべきかを検討する。「いかに生きるべきか」や「人生の意義とは何か」などが主要な問いである。現代哲学において、倫理学は通常規範倫理学、応用倫理学、メタ倫理学に分類される。
道徳は、人々が実際に何をするか、何をしたいと思うか、あるいは慣習が要求することではなく、何をすべきかに関するものである。合理的で体系的な探求分野として、倫理学は人々がある方法ではなく別の方法で行動すべき実践的理由を研究する。ほとんどの倫理理論は、客観的に何が正しく間違っているかについての一般的な立場を表現する普遍的原理を求める。やや異なる意味で、「倫理学」という用語は、アリストテレス倫理学のような道徳原理の合理的体系としての個別の倫理理論、およびプロテスタントの労働倫理や医療倫理のような特定の社会、社会集団、専門職が従う道徳規範を指すこともある。
英語の「ethics」という語は、古代ギリシア語の「ἦθος（古代ギリシア語ラテン翻字: ē̃thos、エートス）」に由来し、これは性格や個人の性向を意味する。この語から古代ギリシア語の「ἠθικός（古代ギリシア語ラテン翻字: ēthikós）」が生まれ、これがラテン語の「ethica」に翻訳され、15世紀に古フランス語の「éthique」を通じて英語に入った。「morality」という用語は、作法や性格を意味するラテン語の「moralis」に由来する。これは中英語期に古フランス語の「moralité」を通じて英語に導入された。
「ethics」と「morality」という用語は通常互換的に使用されるが、一部の哲学者はこの2つを区別する。ある見方によれば、道徳性は人々がどのような道徳的義務を持つかに焦点を当てる一方、倫理学はより広く、何が善であり、意味のある人生をいかに送るかについての考えを含む。もう一つの違いは、企業倫理や環境倫理学のようなビジネスや環境などの特定分野における行動規範は、通常道徳性ではなく倫理と呼ばれることである。

## 規範倫理学
規範倫理学は倫理的行為の哲学的研究であり、道徳の基本原理を探求する。「いかに生きるべきか」「人々はいかに行動すべきか」といった問いに対する一般的な答えを、ある行為が正しいか間違っているかを決定する普遍的あるいは領域独立的な原理の形で発見し正当化することを目指す。例えば、楽しみのために子供を火あぶりにすることは間違っているという特定の印象が与えられた場合、規範倫理学はなぜそうなのかを説明するより一般的な原理を見出すことを目指す。例えば、罪のない者に極度の苦しみを与えるべきではないという原理であり、これ自体がさらに一般的な原理によって説明される可能性がある。多くの規範倫理学理論は、人々が道徳的意思決定を行う際の助けとなることで、行動を導くことも目指している。
規範倫理学の理論は、人々がいかに行動すべきか、あるいはどのような行動が正しいかを述べる。人々が通常どのように行動するか、一般の人々がどのような道徳的信念を持つか、これらの信念が時間とともにどのように変化するか、あるいは特定の社会集団でどのような倫理規範が支持されているかを記述することは目指さない。これらの話題は記述倫理学に属し、規範倫理学ではなく人類学、社会学、歴史などの分野で研究される。
規範倫理学の一部のシステムは、可能なすべての事例を網羅する単一の原理に到達する。他のシステムは、すべての、あるいは少なくとも最も重要な道徳的考慮事項に対処する基本的規則の小さな集合を包含する。複数の基本原理を持つシステムの一つの困難は、これらの原理が一部の事例で互いに対立し、倫理的ジレンマを引き起こす可能性があることである。
規範倫理学における異なる理論は、道徳性の基礎として異なる原理を提案する。最も影響力のある3つの学派は帰結主義、義務論、徳倫理学である。これらの学派は通常、排他的な選択肢として提示されるが、定義の仕方によっては重複する可能性があり、必ずしも互いに排除し合うわけではない。一部の事例では、どの行為を正しいまたは間違っているとみなすかで異なる。他の事例では、同じ行動方針を推奨するが、なぜそれが正しいのかについて異なる正当化を提供する。

### 帰結主義
帰結主義は、目的論的倫理学とも呼ばれ、道徳性は結果に依存すると主張する。最も一般的な見解によれば、ある行為は最良の未来をもたらす場合に正しい。これは、より良い結果をもたらす代替的な行動方針が存在しないことを意味する。帰結主義理論の重要な側面は、何が善であるかの特徴付けを提供し、その後、善の観点から何が正しいかを定義することである。例えば、古典的な功利主義は、快楽は善であり、最も多くの全体的な快楽をもたらす行為が正しいと主張する。帰結主義は、18世紀後半の古典的功利主義の定式化以来、間接的に議論されてきた。この見解のより明示的な分析は20世紀に行われ、その際にこの用語はエリザベス・アンスコムによって造語された。
帰結主義者は通常、行為の結果を、その効果の総体を含む非常に広い意味で理解する。これは、行為が、そうでなければ存在しなかったであろう出来事の因果性の連鎖をもたらすことによって、世界に違いをもたらすという考えに基づいている。帰結主義の背後にある中核的な直観は、最良の可能な結果を達成するために未来を形作るべきだということである。
行為自体は通常、結果の一部とはみなされない。これは、ある行為が内在的価値または反価値を持つ場合、それは要因として含まれないことを意味する。一部の帰結主義者はこれを欠陥とみなし、価値に関連するすべての要因を考慮する必要があると主張する。彼らは行為自体を結果の一部として含めることで、この複雑さを回避しようとする。関連するアプローチは、帰結主義を結果の観点からではなく、結果を行為とその帰結の組み合わせとして定義する成果の観点から特徴付けることである。
帰結主義のほとんどの形態は行為者中立的である。これは、結果の価値が中立的な視点から評価されることを意味する。つまり、行為は一般的に善である結果を持つべきであり、単に行為者にとって善である結果を持つだけではない。倫理的利己主義のような行為者相対的な道徳理論を帰結主義の一種とみなすべきかどうかは議論の的となっている。

#### 種類
帰結主義には多くの異なる種類がある。これらは、評価する実体の種類、考慮する結果、結果の価値をどのように決定するかに基づいて異なる。ほとんどの理論は行為の道徳的価値を評価する。しかし、帰結主義は動機づけ、特性論、規則、政策の評価にも使用できる。
多くの種類は、結果が幸福や苦しみを促進するかどうかに基づいて価値を評価する。しかし、欲望の満足、オートノミー、自由、知識、友情、美、自己完成など、代替的な評価原理も存在する。帰結主義の一部の形態は、単一の価値源しか存在しないと主張する。その中で最も著名なのは古典的功利主義であり、行為の道徳的価値はそれが引き起こす快感と苦しみにのみ依存すると主張する。代替的なアプローチは、多くの異なる価値源が存在し、それらがすべて一つの全体的な価値に貢献すると主張する。20世紀以前、帰結主義者は価値の総計または集計的善にのみ関心を持っていた。20世紀には、価値の分配も考慮する代替的な見解が発展した。その一つは、集計的善が同じであっても、財の平等な分配は不平等な分配よりも良いと主張する。
どの結果を評価すべきかについて意見の相違がある。重要な区別は、行為帰結主義と規則帰結主義の間にある。行為帰結主義によれば、行為の結果がその道徳的価値を決定する。これは、行為の結果とその道徳的価値の間に直接的な関係があることを意味する。対照的に、規則帰結主義は、ある行為が特定の規則の集合に従う場合に正しいと主張する。規則帰結主義は、コミュニティレベルでの結果を考慮することによって最良の規則を決定する。人々は、コミュニティの全員が従った場合に最良の結果をもたらす規則に従うべきである。これは、行為とその結果の間の関係が間接的であることを意味する。例えば、真実を語ることが最良の規則の一つである場合、規則帰結主義によれば、嘘をつくことがより良い結果をもたらす特定の事例でも、人は真実を語るべきである。
実際の帰結主義と期待される帰結主義の間にも意見の相違がある。伝統的な見解によれば、行為の道徳的価値に影響を与えるのは実際の結果のみである。この見解の一つの困難は、多くの結果が事前に知ることができないことである。これは、十分に計画され意図された行為でも、意図せずに否定的な結果につながる場合には道徳的に間違っていることを意味する。代替的な視点では、重要なのは実際の結果ではなく期待される結果である。この見解は、人々が何をすべきかを決定する際に、自分の行動の総結果に関する限られた知識に頼らざるを得ないことを考慮に入れる。この見解によれば、否定的な結果が予期できなかったり、起こりそうになかったりしたために、その行動方針が最高の期待値を持っていた場合、全体的に否定的な結果につながったとしても、その行動方針は肯定的な道徳的価値を持つ。
さらなる違いは、最大化帰結主義と満足化帰結主義の間にある。最大化帰結主義によれば、最良の可能な行為のみが道徳的に許容される。これは、より良い結果をもたらす代替案がある場合、肯定的な結果をもたらす行為でも間違っていることを意味する。最大化帰結主義への一つの批判は、社会的に期待されている以上のことを人々に要求することによって、要求が多すぎるということである。例えば、良い給料を得ている人にとって最良の行動が収入の70%を慈善に寄付することである場合、65%しか寄付しないことは道徳的に間違っていることになる。対照的に、満足化帰結主義は、可能な最良の代替案ではなくても、行為が「十分に良い」ことのみを要求する。この見解によれば、道徳的に要求されている以上のことをすることが可能である。
古代中国哲学における墨家は、最も初期の帰結主義の形態の一つである。これは紀元前5世紀に起こり、政治的行動は人々の福祉を増進する手段として正義を促進すべきだと主張した。

#### 功利主義
帰結主義の最もよく知られた形態は功利主義である。その古典的な形態では、幸福を内在的価値の唯一の源泉とみなす行為帰結主義である。これは、幸福を増進し苦しみを減少させることによって「最大多数の最大幸福」を生み出す場合、その行為は道徳的に正しいことを意味する。功利主義者は、健康、友情、知識など他のものにも価値があることを否定しない。しかし、これらのものに内在的価値があることは否定する。代わりに、それらは幸福と苦しみに影響を与えるため、外在的価値を持つと主張する。この点で、それらは手段として望ましいが、幸福とは異なり目的としては望ましくない。快楽が内在的価値を持つ唯一のものであるという見解は、倫理的または評価的快楽主義と呼ばれる。
古典的功利主義は、18世紀末にジェレミ・ベンサムによって最初に定式化され、ジョン・スチュアート・ミルによってさらに発展させられた。ベンサムは結果の価値を評価するために快楽計算を導入した。快楽計算の2つの重要な側面は、快楽の強度と持続時間である。この見解によれば、快楽的な経験は、強度が高く長時間続く場合に高い価値を持つ。ベンサムの功利主義への一般的な批判は、快楽の強度への焦点が感覚的満足の追求を中心とした不道徳な生活様式を促進すると主張した。ミルはこの批判に対して、高次の快楽と低次の快楽を区別することで応答した。彼は、強度と持続時間が同じであっても、本を読む知的満足のような高次の快楽は、食べ物や飲み物の感覚的享受のような低次の快楽よりも価値があると述べた。当初の定式化以来、行為と規則功利主義の違い、最大化と満足化の功利主義の違いを含む、多くの功利主義の変種が発展してきた。

### 義務論
義務論は、一連の規範または原理に基づいて行為の道徳的正しさを評価する。これらの規範は、すべての行為が従う必要のある要件を記述する。それらには、真実を語ること、約束を守ること、意図的に他者を害さないことなどの原理が含まれる可能性がある。帰結主義者とは異なり、義務論者は一般的な道徳原理の妥当性はその結果に直接依存しないと主張する。これらの原理は行為が本質的に正しいか間違っているかを表現するため、あらゆる場合に従うべきだと主張する。道徳哲学者デイビッド・ロスによれば、約束を破ることは、それによって害が生じなくても間違っている。義務論者は、どの行為が正しいかに関心を持ち、正しいことと善いことの間にはギャップがあることをしばしば認める。多くは禁止に焦点を当て、いかなる状況でも禁止される行為を記述する。

#### 行為者中心と被行為者中心
行為者中心の義務論的理論は、行為する人とその人が持つ義務に焦点を当てる。行為者中心の理論は、しばしば人々の行為の背後にある動機と意図に焦点を当て、正しい理由で行動することの重要性を強調する。これらは通常、行為者相対的であり、人々が行動すべき理由は個人的な状況に依存することを意味する。例えば、親は自分の子どもに対して特別な義務を持つが、知らない子どもに対してこの種の義務を持たない見知らぬ人はいない。対照的に、被行為者中心の理論は、行為によって影響を受ける人々とその人々が持つ権利に焦点を当てる。例として、他者を目的として扱い、単なる手段としてではなく扱うという要件がある。この要件は、例えば、その行為が他の複数の人々の命を救うことになるとしても、その人の意思に反して人を殺すことは間違っていると主張するために使用できる。被行為者中心の義務論的理論は通常、行為者中立的であり、特定の役割や立場に関係なく、状況にいるすべての人に等しく適用されることを意味する。

#### カント主義

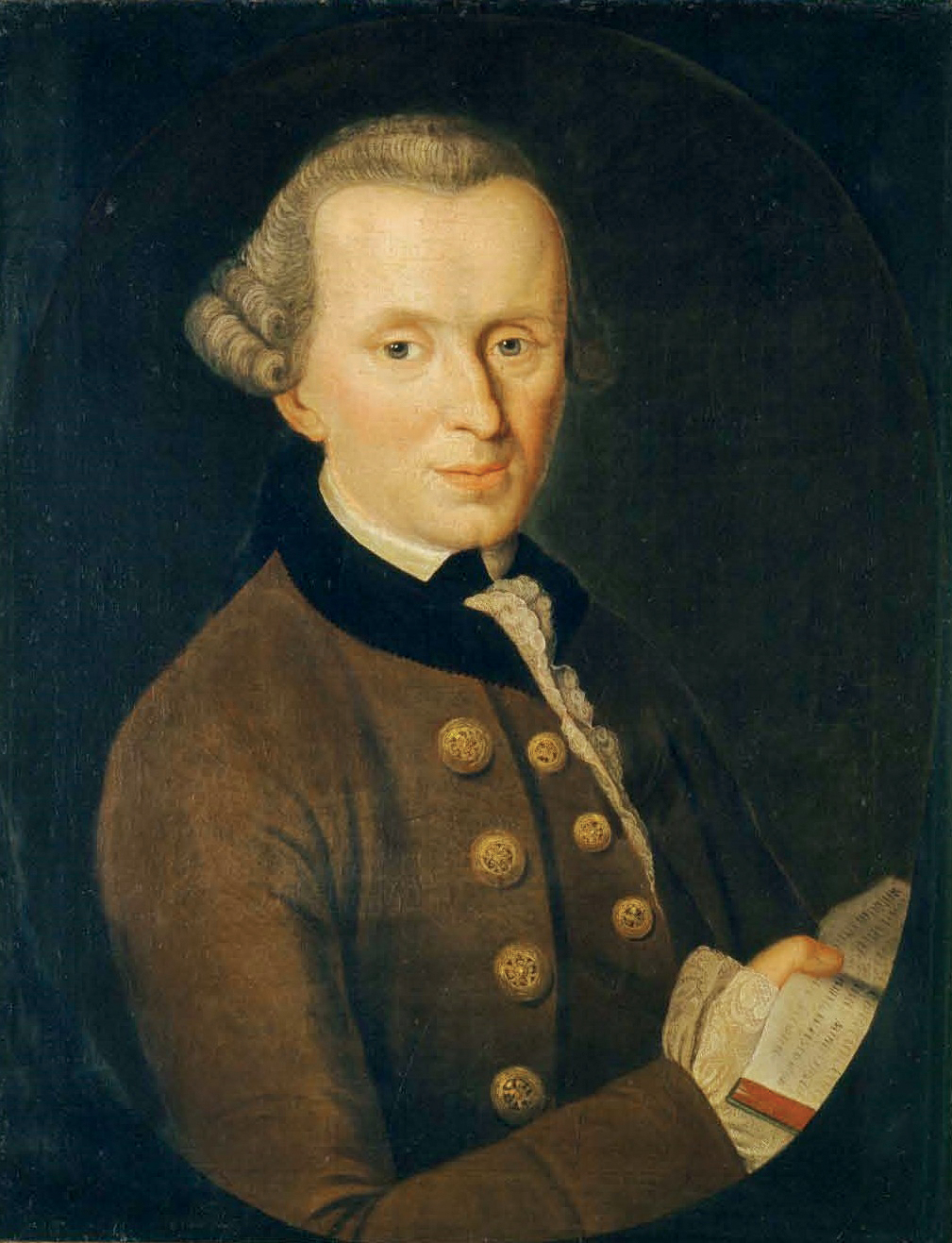
イマヌエル・カントは、すべての合理性を持つ存在に適用される普遍的法則に基づく義務論的システムを定式化した。

イマヌエル・カント（1724-1804）は最もよく知られた義務論者の一人である。彼は、幸福であることなど人々が望む結果に到達することは、道徳的行為の主な目的ではないと述べる。代わりに、彼は欲望とは独立に誰にでも適用される普遍的原理が存在すると主張する。彼はこれらの原理を定言命法と呼び、それらは実践理性の構造にその源泉を持ち、すべての合理性を持つ行為者にとって真であると述べる。カントによれば、道徳的に行動することは、これらの原理によって表現される理性に従って行動することである。一方、それらに違反することは非道徳的であり、非合理的でもある。
カントは定言命法のいくつかの定式化を提供した。一つの定式化は、人は普遍化可能性のある格率のみに従うべきだと述べる。これは、その人が誰にでも適用される普遍的法則として、誰もが同じ格率に従うことを望むことを意味する。別の定式化は、他者を常に目的それ自体として扱い、決して単なる手段として扱ってはならないと述べる。この定式化は、個人的な目標の追求において他者を利用するのではなく、他者を自身のために尊重し価値づけることに焦点を当てる。
いずれの場合も、カントは善意を持つことが重要だと述べる。道徳法則を尊重し、それに従って意図と動機を形成する場合、その人は善意を持つ。カントは、そのように動機づけられた行為は無条件に善であると述べ、望ましくない結果をもたらす場合でも善であることを意味する。

#### その他
神命説は、神が道徳性の源泉であると主張する。それは、道徳法則は神の命令であり、道徳的に行動することは神の意志に従うことであると述べる。すべての神命説論者は道徳性が神に依存すると同意するが、神の命令の正確な内容については意見の相違があり、異なる宗教に属する理論家は異なる道徳法則を提案する傾向がある。例えば、キリスト教とユダヤ教の神命説論者はモーセの十戒が神の意志を表現すると主張する可能性があり、一方でムスリムはこの役割をクルアーンの教えに限定する可能性がある。
契約主義者は道徳性の源泉としての神への言及を拒否し、代わりに道徳性は人間間の明示的または暗黙の社会契約に基づくと主張する。彼らは、この契約への実際のまたは仮説的な同意が道徳的規範と義務の源泉であると述べる。人々がどのような義務を持つかを決定するために、契約主義者はしばしば理性的な人々が理想的な状況下で何に合意するかについての思考実験に依拠する。例えば、人々が嘘をつくべきでないということに合意するなら、嘘をつくことを控える道徳的義務がある。同意に依拠するため、契約主義はしばしば被行為者中心の義務論の形態として理解される。有名な社会契約論者には、トマス・ホッブズ、ジョン・ロック、ジャン＝ジャック・ルソー、ジョン・ロールズがいる。

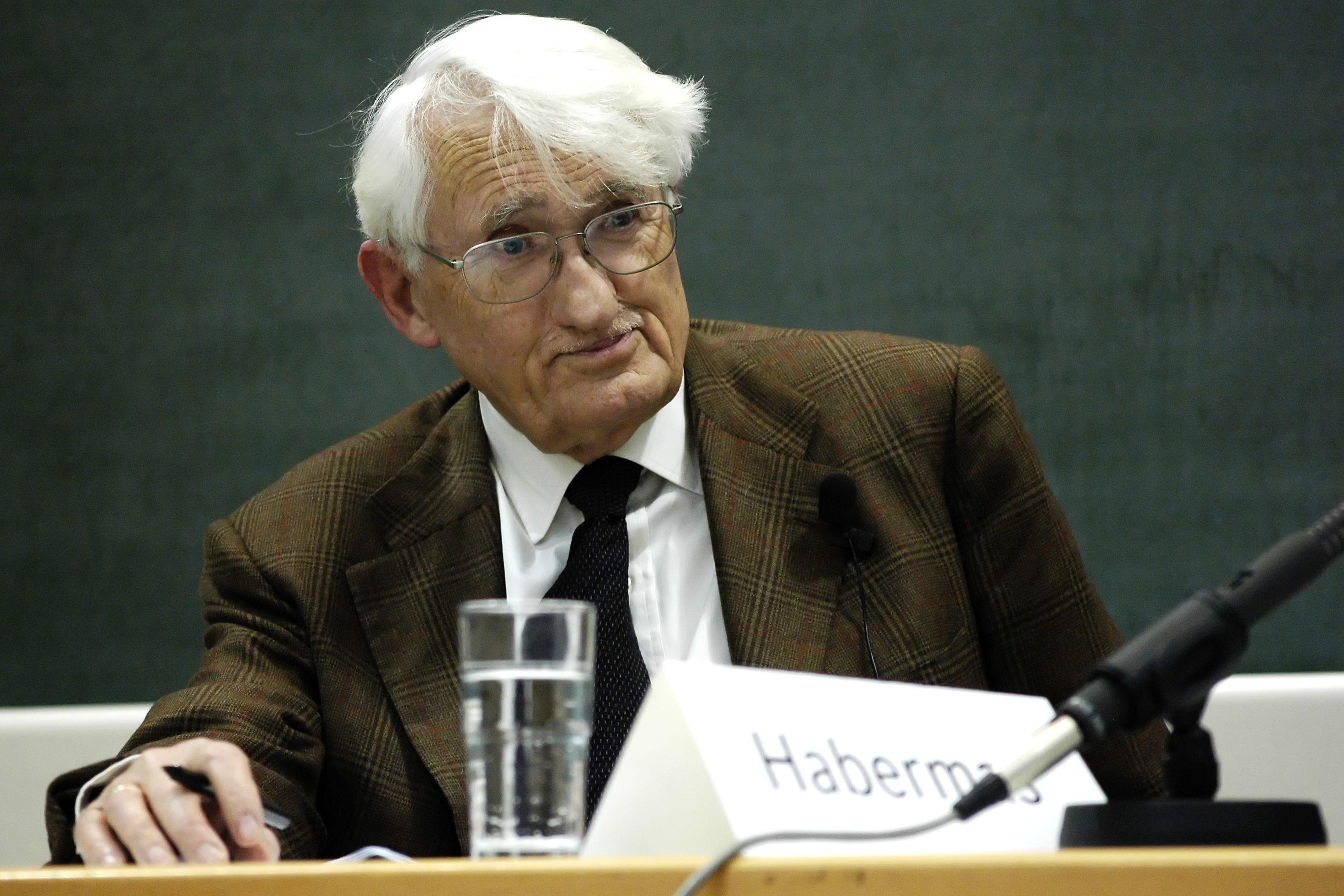
ユルゲン・ハーバーマスによって定式化された討議倫理学によれば、道徳的規範は社会内の合理的討議によって正当化される。

討議倫理学も道徳的規範に関する社会的合意に焦点を当てるが、この合意はコミュニケーション的合理性に基づくと述べる。それは多様な観点を包含する多元的な現代社会のための道徳的規範に到達することを目指す。普遍的な道徳的規範は、すべての合理的な討議参加者が承認するかまたは承認するであろう場合に有効とみなされる。このように、道徳性は単一の道徳的権威によって課されるのではなく、社会内の道徳的討議から生じる。この討議は、公平性と包括性を確保するために理想的発話状況を確立することを目指すべきである。特に、これは討議参加者が強制なしに異なる意見を言論の自由に表明できるが、同時に合理的論証を用いてそれらを正当化することが要求されることを意味する。

### 徳倫理学
徳倫理学の主な関心は、美徳が行為においてどのように表現されるかである。そのため、行為の結果にも普遍的な道徳的義務にも直接的な関心を持たない。徳とは、正直、勇気、親切、思いやりなどの肯定的な性格特性である。それらは通常、この様式に全面的に献身することによって、特定の様式で感じ、決定し、行動する傾向性として理解される。徳は、その有害な対極である悪徳と対照をなす。
徳理論家は通常、徳の単なる所有それ自体では十分でないと述べる。代わりに、人々は行為において徳を発現すべきである。重要な要因は、いつ、どのように、どの徳を表現するかを知る実践的知恵、すなわちフロネシスである。例えば、実践的知恵の欠如は、避けるべき不必要なリスクを取ることによって、勇気ある人々に道徳的に間違った行為を行わせる可能性がある。
徳倫理学の異なる種類は、徳とその実践的生活における役割をどのように理解するかで異なる。ユーダイモニアは古代ギリシア哲学で発展した徳理論の原初的形態であり、徳ある行動と幸福の間に密接な関係を描く。それは、人々が徳ある生活を送ることによって繁栄すると述べる。ユーダイモニア的理論は、徳は人間の本性に宿る肯定的な潜在性であり、これらの潜在性を実現することは良い幸福な生活を送ることにつながると主張することが多い。対照的に、行為者基盤理論は幸福を副次的効果としてのみ見て、代わりに行動する際に表現される賞賛すべき特性と動機的特徴に焦点を当てる。これはしばしば、模範的人物からそれらの特徴が何であるかを学ぶことができるという考えと結びつく。フェミニストのケアの倫理は徳倫理学の別の形態である。それらは人間関係の重要性を強調し、他者のウェルビーイングをケアすることによる善意が主要な徳の一つであると述べる。
古代哲学における影響力のある徳倫理学の学派は、アリストテレス主義とストア派であった。アリストテレス（紀元前384-322年）によれば、各徳は過剰と不足という2種類の悪徳の間の中庸である。例えば、勇気は臆病という不足の状態と無謀という過剰の状態の間にある徳である。アリストテレスは、徳ある行為は幸福につながり、人々を人生において繁栄させると考えた。ストア派は紀元前300年頃に出現し、徳のみを通じて、感情的な動揺から解放された平和な心の状態によって特徴づけられる幸福に到達できると教えた。ストア派は、この状態を達成するために合理性と自己制御を提唱した。20世紀において、徳倫理学はエリザベス・アンスコム、フィリッパ・フット、アラスデア・マッキンタイア、マーサ・ヌスバウムなどの哲学者たちのおかげで復興を経験した。

### その他の伝統
3つの主要な伝統に加えて、規範倫理学には多くの他の学派がある。プラグマティスト倫理学は実践の役割に焦点を当て、倫理学の主要な課題の一つは具体的状況における実践的問題を解決することであると主張する。それは功利主義とその結果への焦点にある種の類似性を持つが、道徳性が社会的・文化的文脈にどのように組み込まれ、それに相対的であるかにより焦点を当てる。プラグマティストは意識的な熟慮よりも習慣を重視する傾向があり、道徳性を適切な方法で形作られるべき習慣として理解する。
ポストモダン倫理学は、道徳性の文化相対主義についてプラグマティスト倫理学に同意する。それは、すべての文化と伝統に普遍的に適用される客観的な道徳原理が存在するという考えを拒否する。道徳性それ自体が非合理的であり、人間は道徳的に両価的な存在であるため、一貫した倫理規範は存在しないと主張する。ポストモダン倫理学は代わりに、他者に出会う際に特定の状況において道徳的要求がどのように生じるかに焦点を当てる。

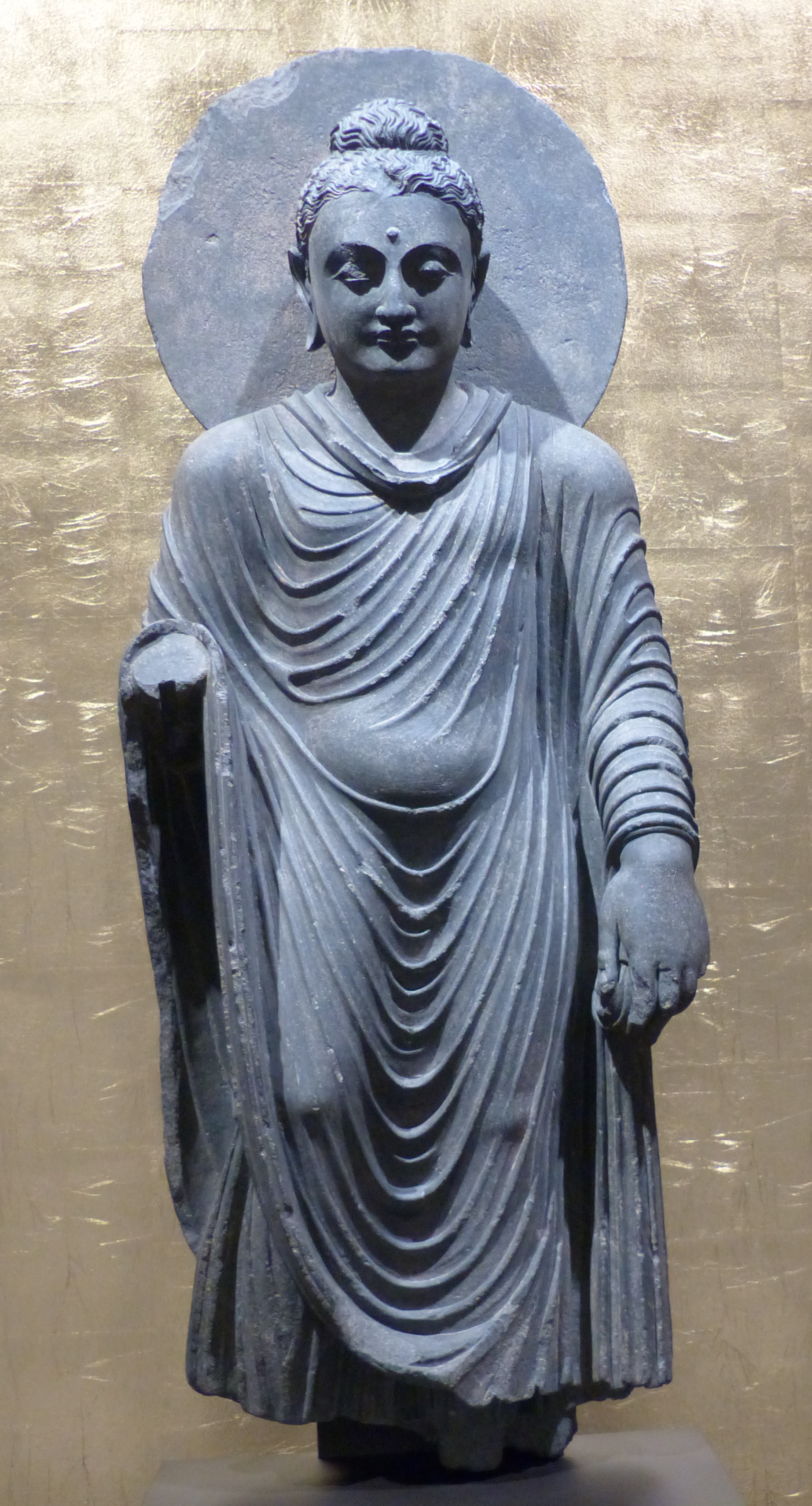
悲 (仏教)と慈 (仏教)の実践は仏教倫理の重要な要素である。

倫理的利己主義は、人々は自身の自己利益のために行動すべきである、あるいは人が自身の利益のために行動する場合にその行為は道徳的に正しいという見解である。これは、人々が実際に自己利益を追求すべきだと主張することなく追求すると述べる心理的利己主義とは異なる。倫理的利己主義者は、約束を守り、友人を助け、他者と協力するなど、一般的に受け入れられている道徳的期待に従って行動し、他者に利益をもたらすかもしれない。しかし、彼らはそれを自己利益を促進する手段としてのみ行う。倫理的利己主義は、非道徳的で矛盾した立場として批判されることが多い。
規範倫理学はほとんどの宗教において中心的な位置を占める。ユダヤ教倫理の重要な側面は、トーラーに見られるミツワーの義務に従って神の613のミツワーに従うことと、社会福祉に責任を持つことである。キリスト教倫理は正確な法に従うことをあまり重視せず、代わりに「汝の隣人を自分のように愛せよ」という大戒のようなアガペーの実践を教える。五行 (イスラム教)はイスラム教倫理の基本的な枠組みを構成し、シャハーダ、サラート、ザカート、イスラム教における斎戒、ハッジの実践に焦点を当てる。
仏教徒は、すべての有情に対する悲 (仏教)と慈 (仏教)の重要性を強調する。同様の見方はジャイナ教にも見られ、アヒンサーを主要な徳とする。ダルマ (インド発祥の宗教)はヒンドゥー教倫理の中心的側面であり、社会階級（カースト制度）とアーシュラマの段階に応じて異なる可能性のある社会的義務を果たすことに関するものである。儒教は社会の調和を重視し、仁を重要な徳とみなす。道教は調和に生きることの重要性を世界全体に拡張し、道 (哲学)に従って無為 (中国哲学)を実践すべきだと教える。ネイティブ・アメリカン哲学やアフリカのウブントゥ哲学のような先住民の信念体系は、しばしばすべての生命と環境の相互連関を強調し、自然との調和に生きることの重要性を強調する。

## メタ倫理学
メタ倫理学は、道徳的判断、概念、価値の本質、基礎、範囲を検討する倫理学の分野である。どの行為が正しいかではなく、ある行為が正しいとはどういう意味か、道徳的判断が客観的で真となりうるかを問う。さらに、「道徳性」やその他の道徳的用語の意味を検討する。メタ倫理学は、規範倫理学の基本的前提を探求することで、より高い抽象レベルで操作するメタ理論である。メタ倫理学的理論は通常、どの規範倫理学理論が正しいかを直接判断しない。しかし、メタ倫理学的理論は、その基礎的原理を検討することで規範的理論に影響を与えることができる。
メタ倫理学は哲学の様々な分野と重複する。存在論のレベルで、客観的な道徳的事実が存在するかどうかを検討する。意味論 (論理学)に関して、道徳的用語の意味は何か、道徳的主張が真理値を持つかを問う。メタ倫理学の認識論的側面は、人々が道徳的知識を獲得できるか、どのように獲得できるかを議論する。メタ倫理学は、道徳的判断がどのように人々を行動へと動機づけるかに関心を持つため心理学と重複する。また、文化多様性が道徳的評価にどのように影響するかを説明することを目指すため、人類学とも重複する。

### 基本概念

義務論理の正方形は、行為の可能な道徳的地位間の関係を視覚化する。

メタ倫理学は基本的な倫理的概念とその関係を検討する。倫理学は主に、何であるかについての事実的言明と対照的に、何がヒュームの法則であるべきかについての規範的言明に関心を持つ。義務と責務は、人々が何をすべきかについての要求を表現する。義務は時として、常にそれに伴う権利の対応物として定義される。この見解によれば、ある人が他者に利益を与える義務を持つのは、その他者がその利益を受ける権利を持つ場合である。
「責務」と「許可」は対照的な用語であり、互いを通じて定義できる。何かをする責務があるということは、それをしないことが許可されていないことを意味し、何かをすることが許可されているということは、それをしないことが責務とされていないことを意味する。一部の理論家は、責務を価値や善であることの観点から定義する。一般的な意味で使用される場合、「善」は「悪」と対照をなす。人々とその意図を記述する場合、「悪」ではなく「悪」という用語がしばしば用いられる。
責務は、行為、動機づけ、特性論の道徳的地位を評価するために使用される。行為は、人の責務と調和している場合に道徳的に正しく、それに違反する場合に道徳的に間違っている。義務以上の行為は、行為者が道徳的に要求される以上のことをする場合に適用される特別な道徳的地位である。行為に対して道徳的責任があるということは、通常、その人が特定の能力や何らかの形の統制を持ち、行使することを意味する。ある人が道徳的責任を持つ場合、例えば褒めたり非難したりするなど、特定の方法でその人に応答することが適切である。

### 実在論、相対主義、虚無主義
メタ倫理学における主要な議論は、道徳性の存在論的地位に関するものであり、倫理的価値と原理が実在するかどうかを問う。それは、道徳的属性が、個人的な好みや文化的規範の主観的な構成物や表現としてではなく、人間の心や文化から独立した客観的特徴として存在するかどうかを検討する。
道徳的実在論者は、客観的な道徳的事実が存在するという主張を受け入れる。この見解は、道徳的価値が心から独立した実在の側面であり、ある行為が正しいか間違っているかについて絶対的な事実が存在することを意味する。この見解の帰結は、道徳的要求が非道徳的事実と同じ存在論的地位を持つということである。あるものが長方形であるかどうかが客観的事実であるのと同様に、約束を守る義務があるかどうかは客観的事実である。道徳的実在論は、しばしば誰にでも等しく適用される普遍的倫理原理が存在するという主張と関連づけられる。それは、二人の人が道徳的評価について意見が異なる場合、少なくとも一方が間違っていることを意味する。この観察は、ほとんどの分野で道徳的不一致が広く見られることから、時として道徳的実在論に対する反論として取り上げられる。
道徳的相対主義者は、道徳性が実在の客観的特徴であるという考えを拒否する。代わりに、道徳原理は人間の発明であると主張する。これは、ある行動が客観的に正しいまたは間違っているのではなく、特定の立場に相対的に主観的に正しいまたは間違っているだけであることを意味する。道徳的立場は、個人、文化、歴史的時期によって異なる可能性がある。例えば、「奴隷制は間違っている」や「自殺は許容される」といった道徳的言明は、ある文化では真であり、別の文化では偽である可能性がある。一部の道徳的相対主義者は、道徳システムは社会的調整などの特定の目標に奉仕するために構築されると述べる。この見解によれば、異なる社会や社会内の異なる社会集団は、異なる目的に基づいて異なる道徳システムを構築する。情緒主義は異なる説明を提供し、道徳性は誰にとっても同じではない道徳的感情から生じると述べる。
虚無主義 (倫理)者は道徳的事実の存在を否定する。彼らは、道徳的実在論が擁護する客観的道徳的事実と、道徳的相対主義が擁護する主観的道徳的事実の両方の存在を拒否する。彼らは、道徳的主張の基礎にある基本的前提が誤っていると考える。一部の道徳的虚無主義者は、これから何でも許されると結論付ける。やや異なる見解は、道徳的虚無主義は何が許され禁止されているかについての道徳的立場ではなく、いかなる道徳的立場の拒否であることを強調する。道徳的虚無主義は、道徳的相対主義と同様に、人々が異なる視点から行為を正しいまたは間違っていると判断することを認識する。しかし、この実践が道徳性を含むことには同意せず、それを人間の行動の一つの型としてのみ見る。

#### 自然主義と非自然主義
道徳的実在論者の間の中心的な意見の相違は、自然主義と非自然主義の間にある。自然主義は、道徳的属性が経験的観察によってアクセス可能な自然的属性であると述べる。それらは、色や形のような自然科学が研究する自然的属性に類似している。一部の道徳的自然主義者は、道徳的属性が自然的属性の独特で基本的な型であると主張する。別の見解は、道徳的属性は実在するが実在の基本的部分ではなく、快感と痛みの原因を記述する属性などの他の自然的属性に還元できると述べる。
非自然主義は、道徳的属性が実在の一部を形成し、道徳的特徴は自然的属性と同一でも還元可能でもないと主張する。この見解は通常、道徳的属性が何であるべきかを表現するため独特であるという考えによって動機づけられる。この立場の支持者は、自然的実体の観点から倫理を定義したり、記述的言明から指示的言明を推論したりすることは自然主義的誤謬であると主張することによって、しばしばこの独自性を強調する。

### 認知主義と非認知主義
認知主義と非認知主義の間のメタ倫理学的議論は、道徳的言明の意味に関するものであり、意味論研究の一部である。認知主義によれば、「中絶は道徳的に間違っている」や「戦争に行くことは決して道徳的に正当化されない」といった道徳的言明は真理適合的である。つまり、それらはすべて真理値を持ち、真であるか偽であるかのいずれかである。認知主義は道徳的言明が真理値を持つと主張するが、それらがどの真理値を持つかには関心がない。それは、「中絶は医療処置である」や「戦争に行くことは政治的決定である」のような、真理値を持つ他の言明に道徳的言明が類似していることから、しばしばデフォルトの立場とみなされる。
認知主義の意味論的理論と道徳的実在論の存在論的理論の間には密接な関係がある。道徳的実在論者は、道徳的事実が存在すると主張する。これは、道徳的言明がなぜ真または偽であるかを説明するために使用できる。言明は事実と一致する場合に真であり、そうでない場合に偽である。結果として、一方の理論を受け入れる哲学者は、しばしば他方も受け入れる。例外は、道徳的事実が存在しないため、すべての道徳的言明は偽であると主張することで、認知主義と道徳的虚無主義を組み合わせる虚無主義 (倫理)理論である。
非認知主義は、道徳的言明が真理値を欠くという見解である。この見解によれば、「殺人は間違っている」という言明は真でも偽でもない。一部の非認知主義者は、道徳的言明はまったく意味を持たないと主張する。異なる解釈は、それらが別の種類の意味を持つというものである。情緒主義は、それらが感情的態度を表明すると述べる。この見解によれば、「殺人は間違っている」という言明は、話者が殺人に対して否定的な道徳的態度を持っているか、それを不承認していることを表現する。対照的に、指令説 (哲学)は道徳的言明を命令法として理解する。この見解によれば、「殺人は間違っている」と述べることは、「殺人を犯すな」のような命令を表現する。

### 道徳的知識
倫理学の認識論は、人が道徳的真理を知ることができるかどうか、またはどのように知ることができるかを研究する。基礎付け主義的見解は、一部の道徳的信念は基本的であり、さらなる正当化を必要としないと述べる。倫理的直観主義は、人間は正邪を知ることができる特別な直観的認知能力を持つと述べるそのような見解の一つである。直観主義者は、「嘘をつくことは間違っている」のような一般的な道徳的真理は自明であり、先験的経験に頼ることなくそれらを知ることが可能であると主張することが多い。異なる基礎付け主義的立場は、一般的な直観ではなく特定の観察に焦点を当てる。それは、人々が具体的な道徳的状況に直面した場合、正しいまたは間違った行為が含まれているかどうかを知覚できると述べる。
基礎付け主義者とは対照的に、真理の整合説者は基本的な道徳的信念は存在しないと述べる。彼らは、信念は複雑なネットワークを形成し、互いに支持し正当化し合うと主張する。この見解によれば、道徳的信念は、ネットワーク内の他の信念と整合する場合にのみ知識となりうる。懐疑主義 (倫理)者は、人々は正しい行動と間違った行動を区別することができないと述べ、それによって道徳的知識が可能であるという考えを拒否する。道徳的懐疑主義の批判者による一般的な反論は、それが不道徳な行動につながると主張する。

トロッコ問題は、危害を加えることと危害を許容することの道徳的差異についての思考実験である。

思考実験は、競合する理論の間で決定を下すための方法として倫理学で使用される。それらは通常、倫理的ジレンマを含む想像上の状況を提示し、その状況における特定の詳細に基づいて、人々の正邪の直観がどのように変化するかを探求する。例えば、フィリッパ・フットのトロッコ問題では、ある人が切り替えを操作して路面電車をある線路から別の線路に進路変更し、それによって5人の命を救うために1人の命を犠牲にすることができる。このシナリオは、危害を加えることと危害を許容することの違いが道徳的義務にどのように影響するかを探求する。ジュディス・ジャービス・トムソンによって提案された別の思考実験は、同意なしに病気のバイオリニストに接続される状況を想像することによって、妊娠中絶の道徳的含意を検討する。このシナリオでは、接続が切断されるとバイオリニストが死亡し、中絶の場合に胎児が死亡するのと同様である。この思考実験は、今後9ヶ月の間に接続を切断することが道徳的に許容されるかどうかを探求する。

### 道徳的動機づけ
心理学のレベルでは、メタ倫理学は道徳的信念と経験が行動にどのように影響するかに関心を持つ。動機づけ内在主義者によれば、道徳的判断と行為の間には直接的な結びつきがある。これは、何が正しいかについてのすべての判断が、それに従って行動するよう人を動機づけることを意味する。例えば、ソクラテスは、人が悪行を行うのは、それが悪であることを無知である場合のみであると主張することによって、動機づけ内在主義の強い形態を擁護する。動機づけ内在主義のより弱い形態は、人々は例えばアクラシアのために、自身の道徳的判断に反して行動できると述べる。動機づけ外在主義者は、人々がある行為を道徳的に要求されると判断しても、それに従事する理由を感じない可能性があることを受け入れる。これは、道徳的判断が常に動機づけの力を提供するわけではないことを意味する。密接に関連する問いは、道徳的判断が単独で動機づけを提供できるか、それとも道徳的に行動したいという欲望のような他の心的状態を伴う必要があるかどうかである。

## 応用倫理学
実践倫理学とも呼ばれる応用倫理学は、倫理学と応用哲学の分野であり、実生活の状況で遭遇する具体的な道徳的問題を検討する。規範倫理学とは異なり、普遍的倫理原理の発見や正当化には関心がない。代わりに、それらの原理が実践的生活の特定の領域にどのように適用できるか、これらの分野でどのような結果をもたらすか、そして追加の領域固有の要因を考慮する必要があるかどうかを研究する。

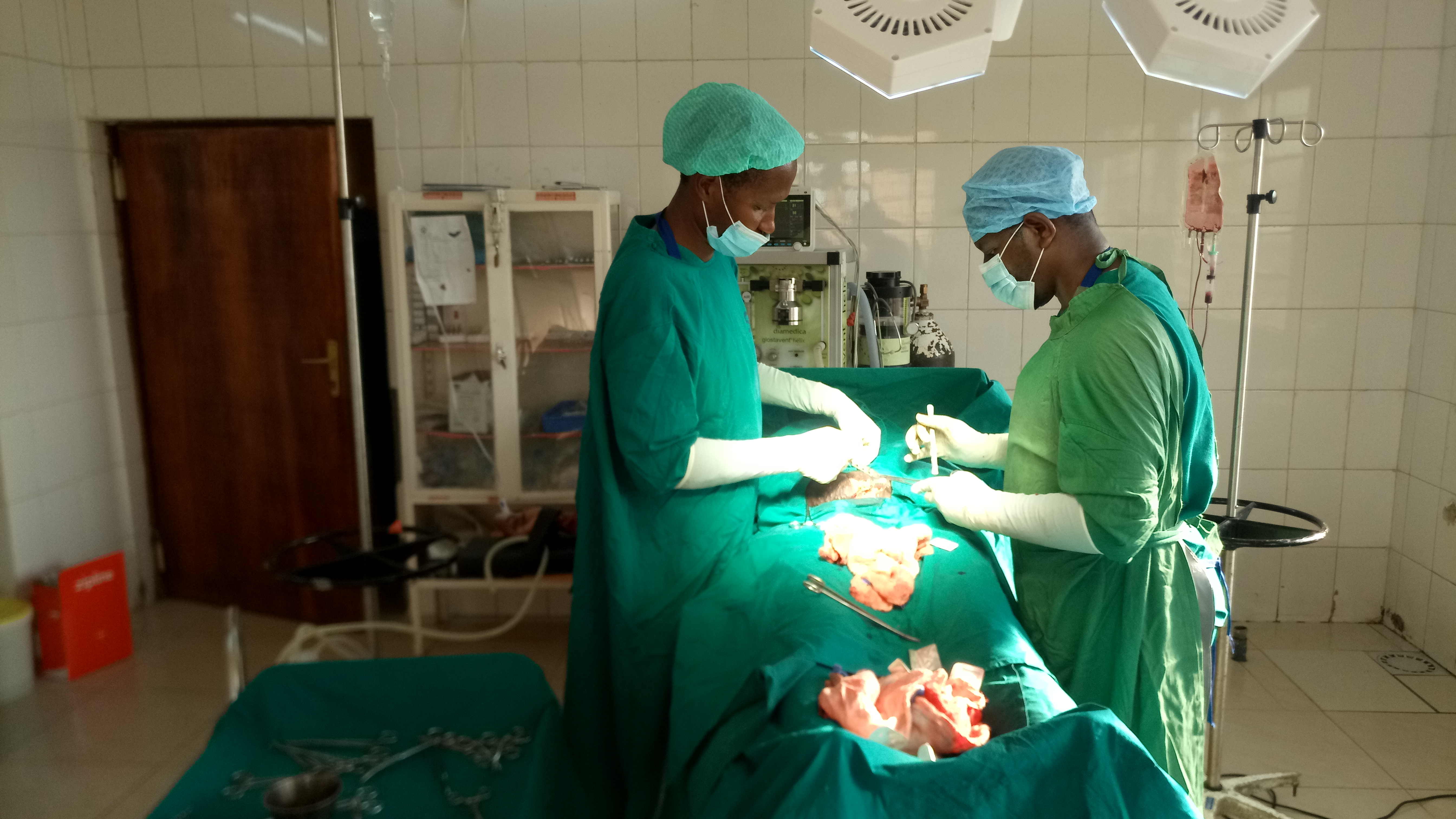
応用倫理学の困難の一つは、医療処置のような具体的状況に一般的倫理原理をどのように適用するかを決定することである。

応用倫理学の主な課題の一つは、抽象的な普遍的理論とその具体的状況への適用の間のギャップを埋めることである。例えば、中絶のような医療処置の道徳的含意を分析する方法を決定するためには、カント主義や功利主義の深い理解だけでは通常十分ではない。一つの理由は、すべての人の人格性を尊重するというカント的要求が胎児にどのように適用されるか、あるいは功利主義的観点から、最大多数の最大幸福の観点での長期的な結果が何であるかが明確でない可能性があることである。この困難は、普遍的倫理原理から出発し、特定の領域内の特定の事例にそれらを適用するトップダウンの方法論を採用する応用倫理学者にとって特に関連がある。異なるアプローチは、決疑論として知られるボトムアップの方法論を使用することである。この方法は普遍的原理からではなく、特定の事例についての道徳的直観から出発する。それは特定の領域に関連する道徳的原理に到達することを目指し、これらの原理は他の領域には適用できない可能性がある。いずれの場合も、応用倫理学の探究は、ある人が対立する道徳的要求に直面する倫理的ジレンマによってしばしば引き起こされる。
応用倫理学は、家族や親密な関係における正しい行為のような私的領域に属する問題と、新技術がもたらす道徳的問題や将来世代に対する義務のような公共圏に属する問題の両方を扱う。主要な分野には生命倫理学、企業倫理、職業倫理がある。他にも多くの分野があり、それらの探究領域はしばしば重複する。

### 生命倫理学
生命倫理学は、生命と生物学的分野に関連する道徳的問題を扱う。生命倫理学における重要な問題は、意識、快楽と痛みを感じる能力、合理性、人格性などの特徴が、存在の道徳的地位にどのように影響するかということである。これらの違いは、例えば、岩のような非生命体や植物のような非感覚的存在を動物とは対照的にどのように扱うか、そして人間が他の動物とは異なる道徳的地位を持つかどうかに関係する。人間中心主義によれば、人間のみが基本的な道徳的地位を持つ。これは、他のすべての存在は人間の生活に影響を与える限りにおいてのみ派生的な道徳的地位を持つことを示唆する。対照的に、感覚中心主義は、すべての感覚的存在に内在的な道徳的地位を拡張する。さらなる立場には、非感覚的生命体も含む生命中心主義と、自然全体が基本的な道徳的地位を持つと主張する生態系中心主義がある。
生命倫理学は、生活の様々な側面と多くの専門職に関連する。それは、妊娠中絶、クローニング、幹細胞研究、安楽死、自殺、動物実験、集約畜産、放射性廃棄物、大気汚染などのトピックに関連する広範な道徳的問題を扱う。
生命倫理学は、倫理的問題が人間、他の動物、または一般的な自然に関連するかに基づいて、医療倫理、動物倫理、環境倫理学に分けることができる。医療倫理は生命倫理学の最も古い分野である。ヒポクラテスの誓いは、患者に害を与えることの禁止のような医療従事者のための倫理的指針を確立することによって、医療倫理に取り組んだ最も初期のテキストの一つである。医療倫理はしばしば生命の始まりと終わりに関連する問題に取り組む。それは胎児の道徳的地位、例えば、胎児が完全な人格を持つかどうか、中絶が殺人罪の一形態であるかどうかを検討する。末期疾患や慢性的な苦痛の場合に人が自分の命を終わらせる権利を持つかどうか、医師がそれを手助けしてよいかどうかについても倫理的問題が生じる。医療倫理の他のトピックには、守秘義務、インフォームド・コンセント、人体実験、移植 (医療)、医療へのアクセスが含まれる。

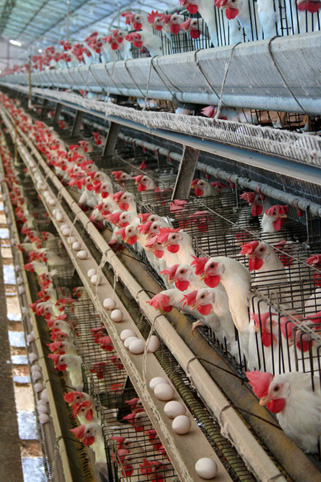
集約畜産の結果として動物に与えられる害は、動物倫理における特別な関心事である。

動物倫理は、人間が他の動物をどのように扱うべきかを検討する。この分野はしばしば、人間は動物への害を避けるか最小限にすべきだと主張しながら、動物福祉の重要性を強調する。楽しみのために動物を虐待することは間違っているということについては広く合意がある。人間の利益の追求の副作用として動物に害が加えられる場合、状況はより複雑である。これは、例えば、工場式畜産、動物を食料として使用する場合、動物実験において発生する。動物倫理における重要なトピックは、動物の権利の定式化である。動物権利論者は、動物は特定の道徳的地位を持ち、人間は動物と関わる際にこの地位を尊重すべきだと主張する。提案されている動物の権利の例には、生きる権利、不必要な苦痛から解放される権利、適切な環境で自然な行動をする権利が含まれる。
環境倫理学は、動物、植物、天然資源、生態系を含む自然環境に関する道徳的問題を扱う。最も広い意味では、それはコスモス (宇宙観)全体を含む。農業の領域では、これはある地域の植生を農業用に開墾してよい状況と、遺伝子組み換え作物を栽培することの含意に関係する。より広い規模では、環境倫理学は気候変動の問題と、気候正義や将来世代に対する義務を含む、個人的および集団的レベルでの人々の責任に取り組む。環境倫理学者は、しばしば生態系と生物多様性を保護・保全することを目指した持続可能性のある実践と政策を推進する。

### 企業倫理と職業倫理
企業倫理は、企業行動の道徳的含意と倫理原理が企業や組織にどのように適用されるかを検討する。重要なトピックは企業の社会的責任であり、これは社会全体に利益をもたらす方法で行動する企業の責任である。企業の社会的責任は、最高経営責任者、取締役会、株主など、多くの利害関係者が企業の意思決定に直接的および間接的に関与しているため、複雑な問題である。密接に関連するトピックは、利害関係者だけでなく企業自体が道徳的主体性を持つかどうかという問いである。企業倫理はさらに、企業実践における誠実さと公平性の役割、および賄賂、利益相反、投資家と消費者の保護、労働基本権、倫理的リーダーシップ、企業フィランソロピーの道徳的含意を検討する。
職業倫理は密接に関連する分野であり、工学者、医師、弁護士、教員など、特定の専門職のメンバーに適用される倫理原理を研究する。異なる専門職はしばしば異なる責任を持つため、多様な分野である。多くの専門職に適用される原理には、専門家が意図された業務に必要な専門知識を持ち、個人の誠実性と信頼性を持つことが含まれる。さらなる原理には、対象集団の利益に奉仕すること、顧客の守秘義務に従うこと、インフォームド・コンセントなどの顧客の権利を尊重し支持することがある。より正確な要件は専門職間でしばしば異なる。工学倫理の基礎は、公衆の安全、健康、福祉を保護することである。法曹倫理は、正義の尊重、個人の誠実性、守秘義務の重要性を強調する。報道倫理の重要な要素には、正確性、真実性、独立性、公平性、および盗作を避けるための適切な出典表示が含まれる。

### その他の下位分野
学術文献では、応用倫理学の他の多くの分野が議論されている。コミュニケーション倫理は、コミュニケーション行為の道徳原理を扱う。その中の2つの重要な問題は言論の自由と発言責任である。言論の自由は、処罰と検閲の脅威なしに自分の意見やアイデアを表明する能力に関係する。発言責任は、コミュニケーション行為と不作為の結果に対する説明責任に関するものである。密接に関連する分野は情報倫理であり、これは情報の作成、管理、普及、使用の道徳的含意に焦点を当てる。
技術倫理は、単純な槍から高度なコンピュータやナノテクノロジーまでのあらゆる人工物の創造と使用に関連する道徳的問題を検討する。技術倫理の中心的なトピックには、新技術の創造に関連するリスク、その責任ある使用、パフォーマンス向上薬や遺伝的向上などの技術的手段による人間の能力向上に関する問題が含まれる。重要な下位分野には、コンピュータ倫理、人工知能の倫理、機械倫理、ナノテクノロジーの倫理、核倫理学が含まれる。

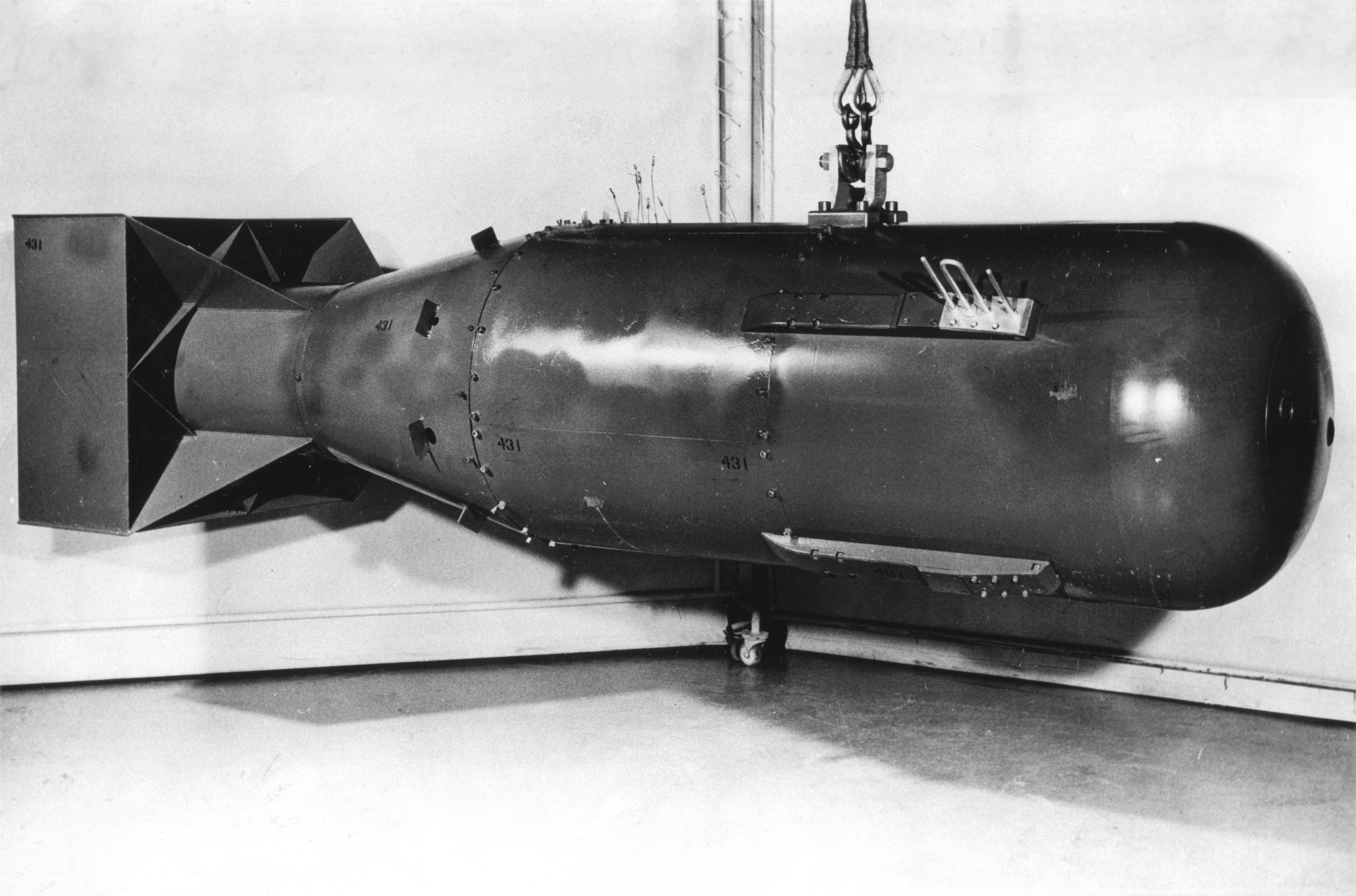
核倫理学は、核兵器などの核技術の道徳的含意に取り組む。

正戦論は、戦争と暴力的紛争の道徳的問題を研究する。正戦論によれば、戦争を行うことは特定の条件を満たす場合に道徳的に正当化される。これらの条件は一般的に、自衛のような暴力活動を開始する原因に関する要件と、正当な軍事目標の追求における民間人への過度な危害の回避のような戦時国際法に分けられる。軍事倫理は密接に関連する分野であり、軍人の行動に関心を持つ。それは、敵を殺すこと、インフラを破壊すること、自軍の兵士の命を危険にさらすことが許容される状況の問題を管理する。追加的なトピックには、軍人の募集、訓練、除隊がある。
応用倫理学の他の分野には、政治的決定の道徳的側面を検討する政治倫理、適切な教育実践に関連する倫理的問題を扱う教育倫理、性行動の道徳的含意に取り組む性道徳が含まれる。

## 関連分野

### 価値理論
価値理論は、価値論とも呼ばれ、価値の哲学的研究である。それは、価値の本質と種類を検討する。中心的な区別は、内在的価値と手段的価値の間にある。ある実体は、それ自体で善であるか、それ自体のために善である場合に内在的価値を持つ。ある実体は、内在的価値を持つ何かを引き起こすなど、他のものへの手段として価値がある場合に手段的価値を持つ。他のトピックには、どのような種類のものが価値を持ち、それらがどれほど価値があるかが含まれる。例えば、価値論的快楽主義者は、快感が内在的価値の唯一の源泉であり、価値の大きさは快楽の程度に対応すると述べる。対照的に、価値論的多元論者は、幸福、知識、美など、異なる内在的価値の源泉が存在すると主張する。
価値理論と倫理学の正確な関係については意見の相違がある。一部の哲学者は価値理論を倫理学の下位分野として特徴づける一方、他の哲学者は価値理論を美学や政治哲学など倫理学以外の分野を包含するより広い用語として見る。異なる特徴づけは、2つの分野を重複するが異なる分野として見る。価値論的倫理学という用語は、この重複を研究する分野、すなわち価値を研究する倫理学の部分について時々使用される。2つの分野は時々その焦点に基づいて区別される：倫理学は道徳的行動または何が正しいかについてであり、価値理論は価値または何が善であるかについてである。帰結主義のような一部の倫理理論は、何が善であるかの観点から何が正しいかを定義することによって、価値理論に非常に近い立場を取る。しかし、これは倫理学一般には当てはまらず、義務論的理論は何が善であるかを何が正しいかを定義するために使用できるという考えを拒否する傾向がある。

### 道徳心理学
道徳心理学は、道徳的行動に関与する心理学的基礎とプロセスを探求する。それは、人間が道徳的文脈でどのように考え行動するかを研究する経験論的科学である。それは、道徳的推論と判断がどのように行われるか、道徳的性格がどのように形成されるか、人々が道徳的評価にどのような感受性を持つか、人々が道徳的責任をどのように帰属させ反応するかに関心を持つ。
その重要なトピックの一つは、道徳発達、すなわち道徳性が乳児期から成人期まで心理学的レベルでどのように発達するかという問いである。ローレンス・コールバーグによれば、子どもは、道徳原理を最初は報酬と罰を支配する固定的規則として、次に慣習的な社会規範として、そして後に社会を超えて客観的に正しいことの抽象的原理として理解する中で、異なる道徳発達段階を経る。密接に関連する問いは、人々が道徳的に行動するよう人格教育を受けることができるかどうか、そしてどのように受けることができるかである。
密接に関連する分野である進化倫理学は、道徳の進化を形作った進化過程を探求する。その重要な考えの一つは、自然選択説が道徳的行動と道徳的感受性の原因であるということである。それは、道徳性を進化圧への適応 (生物学)として解釈し、選択的利点を提供することによって適応度を増大させる。例えば、利他主義は協力を改善することによって集団の生存に利益をもたらすことができる。マーク・ローランズのような一部の理論家は、道徳性は人間に限定されないと主張し、一部の非人間動物は道徳的感情に基づいて行動すると述べる。他の理論家は非人間動物における道徳性の進化的前駆体を探求する。

### 記述倫理学
記述倫理学（比較倫理学とも呼ばれる）は、既存の道徳規範、実践、信念を研究する。それは異なる社会や社会内の異なる集団における道徳的現象を調査し比較する。それは、どの実践が客観的に正しいかを判断したり正当化したりすることなく、価値中立的で経験的な記述を提供することを目指す。例えば、看護師が中絶の倫理的含意についてどのように考えるかという問いは記述倫理学に属する。別の例は記述的企業倫理であり、これは一般的な実践、公式方針、従業員の意見を含む、ビジネスの文脈における倫理的基準を記述する。記述倫理学はまた、道徳的実践と信念が時間とともにどのように変化してきたかを探求することによって歴史的側面を持つ。
記述倫理学は、人類学、社会学、心理学、歴史などの分野によって扱われる学際的分野である。その経験的な見方は、どの倫理原理が正しいか、それらをどのように正当化するかといった規範的問いに関する哲学的探究と対照をなす。

## 歴史

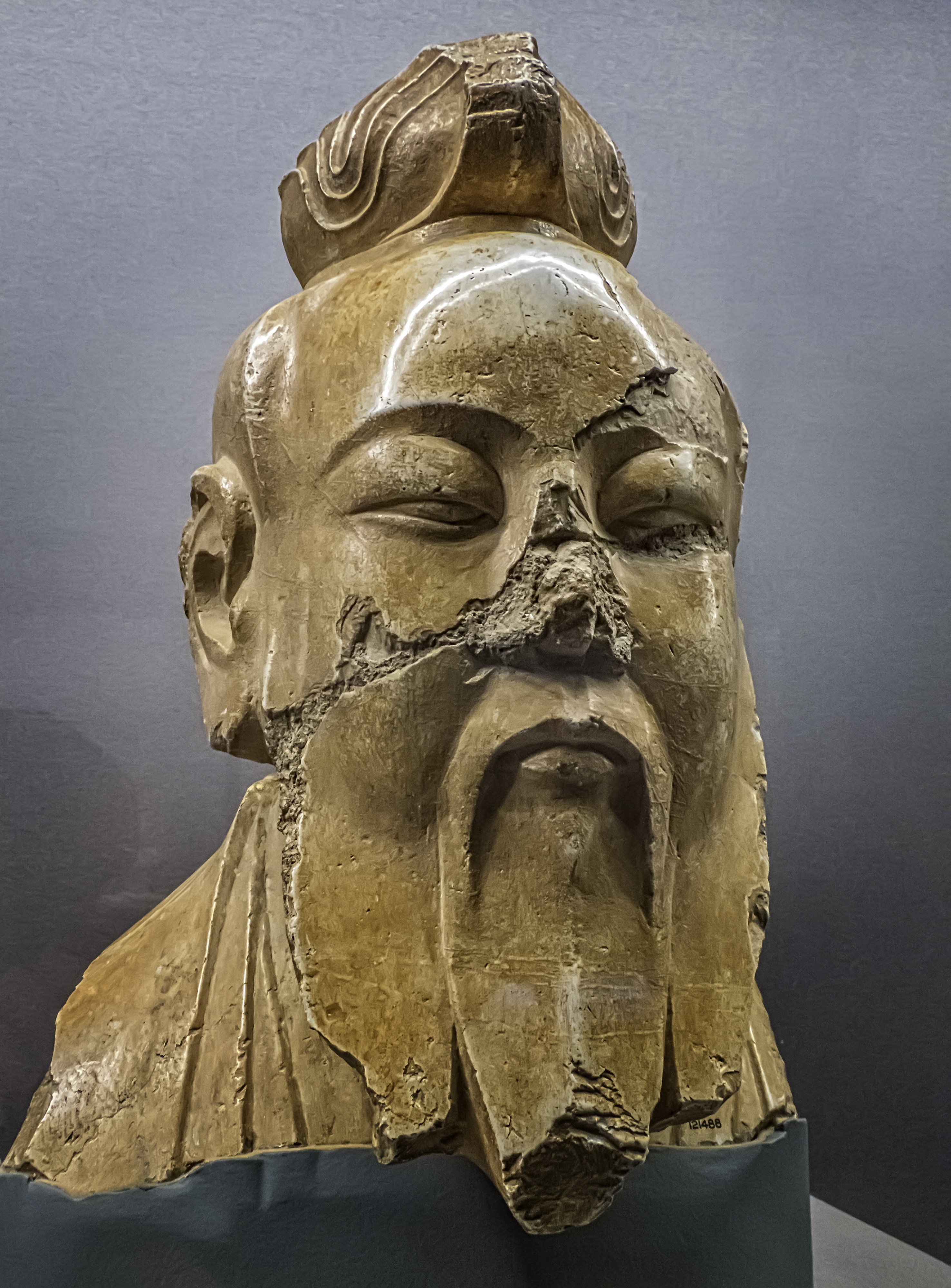
道教における倫理の概念の中心となる老子の教えによれば、人間は道 (哲学)と調和して生きることを目指すべきである。

倫理学の歴史は、道徳哲学が歴史の中でどのように発展し進化してきたかを研究する。それは古代文明に起源を持つ。古代エジプトでは、マアトの概念が真実、均衡、調和の重要性を強調することによって、行動を導き秩序を維持するための倫理的原理として使用された。紀元前2千年紀に始まる古代インドでは、ヴェーダと後のウパニシャッドがヒンドゥー哲学の基礎的テキストとして作られ、ダルマ (インド発祥の宗教)の役割と業について議論した。仏教倫理は紀元前6世紀から5世紀の間に古代インドで起源し、悲 (仏教)、アヒンサー、正覚の追求を提唱した。紀元前6世紀の古代中国では、徳に従って行動することによる道徳的行為と自己修養に焦点を当てる儒教と、人間の行動は道 (哲学)と調和すべきだと教える道教が出現した。
古代ギリシアでは、ソクラテス（c. 紀元前469年-399年）は、確立された考えを批判的に問い、徳、正義、勇気、知恵などの概念を探求することによって、善き生とは何かを探究することの重要性を強調した。プラトン（c. 紀元前428年-347年）によれば、善き生を送ることは魂の異なる部分が互いに調和していることを意味する。アリストテレス（紀元前384-322年）にとって、善き生は徳を養い繁栄することによって幸福であることと関連している。紀元前4世紀から、正しい行為と幸福の密接な関係は、感覚的快楽に耽ることなく単純な生活様式を推奨したエピクロス主義と、理性と徳に調和して生きることを提唱し、自己制御を実践し動揺させる感情に影響されないことを目指したストア派というヘレニズムの学派によっても探求された。
中世の倫理思想は宗教的教えの強い影響を受けた。キリスト教哲学者は、道徳原理を神に由来する神命として解釈した。トマス・アクィナス（1224-1274年）は、倫理的行動は神によって創造されたと信じた自然の法則と秩序に従うことにあると主張することによって、自然法倫理学を発展させた。イスラム世界では、ファーラービー（c. 878-950年）やイブン・スィーナー（980-1037年）のような哲学者が、理性と信仰の調和を強調しながら、古代ギリシア哲学とイスラムの倫理的教えを統合した。中世インドでは、シャンカラ（c. 700-750年）やラーマーヌジャ（1017-1137年）のようなヒンドゥー教の哲学者は、解脱を達成するための霊性の実践を人間行動の最高の目標とした。

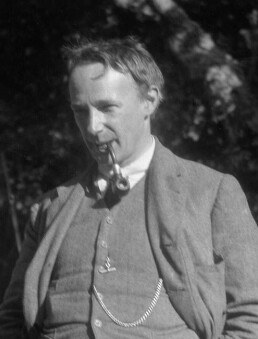
ジョージ・エドワード・ムーアの著書『倫理学原理』は、20世紀におけるメタ倫理学の出現の一因となった。

近代の道徳哲学は、倫理学への世俗的アプローチへの移行によって特徴づけられた。トマス・ホッブズ（1588-1679年）は自己利益を人間の主要な動機として特定した。彼は、この結果を避けるために社会契約が確立されない限り、それは「万人の万人に対する戦争」につながるだろうと結論づけた。デイヴィッド・ヒューム（1711-1776年）は、共感のような道徳的感情のみが倫理的行為を動機づけることができると考え、理性は動機づける要因としてではなく、可能な行為の結果を予期するものとしてのみ見た。対照的に、イマヌエル・カント（1724-1804年）は理性を道徳性の源泉として見た。彼は義務論的理論を定式化し、それによれば行為の倫理的価値はその結果とは独立に道徳法則との一致に依存する。これらの法則は定言命法の形をとり、あらゆる状況に適用される普遍的要件である。
ゲオルク・ヴィルヘルム・フリードリヒ・ヘーゲル（1770-1831年）は、カントの定言命法をそれだけでは空虚な形式主義とみなし、道徳的義務に具体的な内容を提供する社会制度の役割を強調した。セーレン・キェルケゴール（1813-1855年）のキリスト教哲学によれば、神の意志を行うときには倫理的義務の要求は時に中断される。フリードリヒ・ニーチェ（1844-1900年）は、キリスト教とカント的道徳性の両方に対する批判を定式化した。この時期のもう一つの影響力のある発展は、ジェレミ・ベンサム（1748-1832年）とジョン・スチュアート・ミル（1806-1873年）による功利主義の定式化であった。功利主義の教義によれば、行為は苦痛を減らしながら幸福を促進すべきであり、最多数の最大幸福を生み出す行為が正しい行為である。

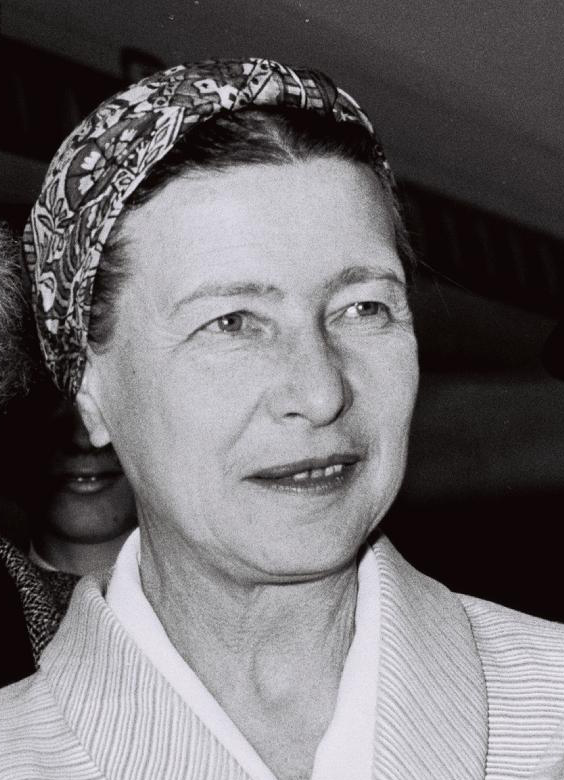
シモーヌ・ド・ボーヴォワールは実存主義の観点から道徳哲学を探求した。

分析哲学における20世紀の倫理学の重要な発展は、メタ倫理学の出現であった。この分野への重要な初期の貢献は、道徳的価値は自然界に見られる他の属性と本質的に異なると主張したジョージ・エドワード・ムーア（1873-1958年） によってなされた。リチャード・マーヴィン・ヘア（1919-2002年） は、この考えに従って指令説 (哲学)を定式化し、道徳的言明は通常の判断力とは異なり、真でも偽でもない命令であると述べた。ジョン・マッキー（1917-1981年） は、道徳的事実が存在しないため、すべての道徳的言明は偽であると示唆した。道徳的実在論への影響力のある議論は、道徳性は人々にある方法ではなく別の方法で行動する理由を与える実在の客観的特徴に関係すると主張したデレク・パーフィット（1942-2017年） によってなされた。バーナード・ウィリアムズ（1929-2003年） は理由と倫理の密接な関係に同意したが、代わりに理由を外部の現実を反映するかもしれないし反映しないかもしれない内部の心的状態として見る主観的見解を擁護した。
この時期のもう一つの発展は、フィリッパ・フット（1920-2010年）のような哲学者による古代の徳倫理学の復興であった。政治哲学の分野では、ジョン・ロールズ（1921-2002年）は、公正の一形態として社会正義を分析するためにカント倫理学に依拠した。大陸哲学では、マックス・シェーラー（1874-1928年）やニコライ・ハルトマン（1882-1950年）のような現象学者は、価値は現象学的方法を用いて研究できる客観的実在性を持つという主張に基づいて倫理システムを構築した。対照的に、ジャン＝ポール・サルトル（1905-1980年）やシモーヌ・ド・ボーヴォワール（1908-1986年）のような実存主義者は、価値は人間によって創造されると主張し、この見解と個人の自由、責任、真正性との関係における帰結を探求した。この時期はまた、男性の視点に関連する伝統的な倫理的前提に疑問を投げかけ、ケアの倫理のような代替的概念を中心に置くフェミニスト倫理学の出現も見た。

## 参照